# RHOBTB2
RHOBTB2‏ (Rho related BTB domain containing 2) هوَ بروتين يُشَفر بواسطة جين RHOBTB2 في الإنسان.